# System Architect
IBM Rational System Architect is een enterprisearchitectuurtool die gebruikt wordt door business en IT van met name grote en middelgrote organisaties (commercieel, publieke overheid, defensie) om alle aspecten van de onderneming te modelleren en analyseren: Bedrijfsprocessen, ondersteunende systemen, applicaties, informatie en technologie.
System Architect wordt gebruikt om architecturen te ontwikkelen en onderhouden op basis van standaard architectuurraamwerken zoals TOGAF, DoDAF, MODAF en NAF.

## Overzicht
Gebruikers passen System Architect toe voor het ontwikkelen van een enterprise-architectuur op basis van grafische en beschrijvende modellen van alle hiervoor relevante aspecten van een onderneming, zoals het waarom, wat, waar, hoe, wanneer en door wie. Typische gebruikers voor het maken van deze modellen zijn enterprise architecten, businessarchitecten, businessanalisten, data-architecten, software- en systeemarchitecten, etc. De belanghebbenden voor consumeren en gebruik van deze informatie strekken zich uit over de gehele organisatie; management, uitvoerenden, leveranciers, afnemers (uiteraard afhankelijk van geautoriseerde toegang tot deze gegevens). Hiervoor kan een statische web-publicatie worden gebruikt, of online webtoegang tot de architectuurdatabase. Deze groep kan de architectuurinformatie gebruiken voor het uitvoeren van analyses dan wel beantwoorden van vragen door middel van grafische diagrammen en rapporten, tabellen, grafieken en andere dashboards.
Verwijzingen naar System Architect zijn onder andere te vinden in publicaties op het gebied van enterprise architecture, UML en datamodellering en/of werd gebruikt voor het maken van modellen in deze boeken:
- Goikoetxea, Dr. Ambrose, PhD. Enterprise Architectures: Planning, Design, and Assessment. ISBN 978-9812700278.
- Whitten, Jeffrey L., Lonnie D. Bentley, Kevin C. Dittman. (1998). Systems Analysis and Design Methods. ISBN 025619906X.
- Chonoles, Michael Jesse, James A. Schardt (2003). UML for Dummies. ISBN 0764526146.
- Pender, Tom (2003). UML Bible. ISBN 0764526049.
- Bahrami, Ali. Object-Oriented Systems Development: Using the Unified Modeling Language. ISBN 0072349662.
- Pender, Tom (2002). UML Crash Course. ISBN 0764549103.

## Geschiedenis
System Architect is oorspronkelijk ontwikkeld door Popkin Software, onder bewind van Jan Popkin. Vanwege deze achtergrond, kennen veel gebruikers het tool als de Popkin-tool. System Architect was een van de eerste op Windows gebaseerde tools voor computer-aided software engineering (CASE). Het evolueerde tot een van de eerste in een nieuwe generatie modelleertools voor enterprisearchitectuur. Tools die de gebruiker in staat stellen op basis van een breed geaccepteerde set van standaard notaties en methoden alle aspecten van een organisatie, met de onderlinge afhankelijkheden, te documenteren en te modelleren en deze informatie op te slaan in één bron en toegankelijk te maken voor een brede doelgroep.
Telelogic nam Popkin Software over in maart 2005. Daarna volgde een overname van Telelogic door IBM per 1 november 2008. System Architect werd met de Telelogic portfolio opgenomen binnen de Rational productgroep binnen IBM.

## Features
System Architect ondersteunt onder andere:
- Enterprise Architecture Frameworks en Referentie Modellen
  - TOGAF 9
  - DoDAF 1.5
  - MODAF 1.2
  - NATO Architecture Framework (NAF) 3.0
  - IAF v4 Integrated Architecture Framework
  - Federal Enterprise Architecture via iRMA add-onoptie
  - Zachman Framework
- Business Process Modeling Notation (BPMN)
  - Simulatie van BPMN procesmodellen via de SA/Simulator-add-on
  - BPEL Generatie
- Service oriented architecture
- Balanced Scorecard
- OMG Business Motivation Model (BMM) via Enterprise Direction-diagram
- Cause-Effect Analyse middels Explorerdiagram
- Functionele decompositie
- Organigram
- Netwerkarchitectuurmodellering
- Applicatie Portfolio Management en Service oriented architecture (SOA) ontwikkeling middels SOA-add-on
- ArchiMate
- UML
  - Application code round-trip engineering voor de volgende talen: C++, Java, Visual Basic 6, en Visual Basic .NET
- Relational Data Modeling - Logische Entity-relationship model en Fysieke diagrammen
  - Schema Generatie en Reverse Engineering van: Oracle 10G, SQL Server 2005, IBM DB2 UDB V8, Sybase, en Teradata 2.6
- Object-relational mapping
- Data flow diagram
- IDEF
- Analytics
- Cross-Reference Matrices
- Onderliggende database gebaseerd op SQL Server 2005, Oracle 10G, or SQL Server 2005 Express
- Multi-user netwerkomgeving
- SQL-gebaseerde queryrapportagetaal
- Role-based access control
- Native Requirements management
- Interface met DOORS voor Requirements management (bi-directioneel)
- Uitbreidbaar middels:
  - Door de gebruiker te definiëren/aan te passen Metamodel
  - Visual Basic for Applications (VBA) voor uitgebreide macrofunctionaliteit
- Model-naar-modeltransformaties
- Rapport Generatie via:
  - Native Report Generator middels op SQL gebaseerde taal
  - Cognos-based Business Intelligence (BI) rapportage (geleverd bij het product)
  - Integratie met IBM Rational Publishing Engine
  - Integratie met IBM Rational Insight
- Website generation via:
  - HTML Generator
  - Report-based website generatie via SA/Publisher-add-on
  - Live web read/write access naar de database via SA/XT-product

## Technisch overzicht
Naast de grafische modellen wordt ook de onderliggende informatie gedefinieerd en opgeslagen in een relationele database SQL Server 2005, Oracle 10G, of SQL Server 2005 Express. Voor SQL Server wordt deze informatie opgeslagen in een database op de server; in System Architect termen wordt dit een encyclopedia genoemd, de bron voor architectuurinformatie. Voor Oracle is deze 'encyclopedia' een schema op de Oracle-databaseserver.
Gebruikers kunnen voor het definiëren of raadplegen van de architectuur lokaal werken of in teams via het netwerk. In een multi-useromgeving zullen, als één gebruiker een model of object bewerkt, de andere gebruiker read-onlytoegang hebben tot deze objecten. Mechanismes zijn beschikbaar voor het in- en uitchecken van meerdere objecten zodat gebruikers kunnen werken op een sub-set van informatie zonder dat andere gebruikers dit tussentijds kunnen wijzigen. Gebruikers kunnen ook lokaal werken op bijvoorbeeld een laptop of workstation middels SQL Server 2005 Express.
De gebruiker kan in een op SQL gebaseerde query-rapportagetaal eigen rapporten bouwen en draaien om antwoorden te krijgen over de informatie die is gemodelleerd, bijvoorbeeld:
- “Welke bedrijfsprocessen dragen bij aan welke organisatiedoelstellingen?”
- “Welke applicaties worden gebruikt bij het uitvoeren van welke processen?”
- “Welke processen gebruiken/bewerken welke informatie?”
- “Welke gebruiker heeft welke architectuur informatie gewijzigd op welke datum?”
- enzovoort.

De informatie wordt opgeslagen op basis van een vooraf gedefinieerde structuur, het zogenaamde metamodel. Dit model vormt een template voor hoe (welke) informatie wordt opgeslagen en aan elkaar (kan worden) gerelateerd. Gebruikers kunnen dit metamodel naar behoefte aanpassen en/of uitbreiden met eigen objecten, attributen, relaties of zelfs nieuwe modeltypen.

## SA/Publisher
Architectuurmodellen worden vaak gepubliceerd op een website zodat deze voor een brede groep toegankelijk zijn. Met een add-on-tool genaamd SA/Publisher kunnen webpublicaties worden gegenereerd op basis van een template, style-sheets en een setrapporten. Naast de standaard beschikbare templates en rapporten kan de gebruiker ook hier zelf de inhoud en opmaak van de website aanpassen.

## SA/XT
Een verwante add-on is System Architect/XT (waar XT staat voor ‘eXtended Team’). Deze biedt een web-interface met read/writetoegang tot de architectuurdatabase. Dit is - in tegenstelling tot de Publisher, die een statische publicatie levert - een online toegang tot de architectuur. Via SA/XT kunnen gebruikers door de architectuurmodellen navigeren, maar ook rapporten draaien en eventueel dashboards raadplegen. Ook de interface en inhoud van SA/XT kunnen door de gebruiker worden aangepast en uitgebreid.